# Distribución del teclado

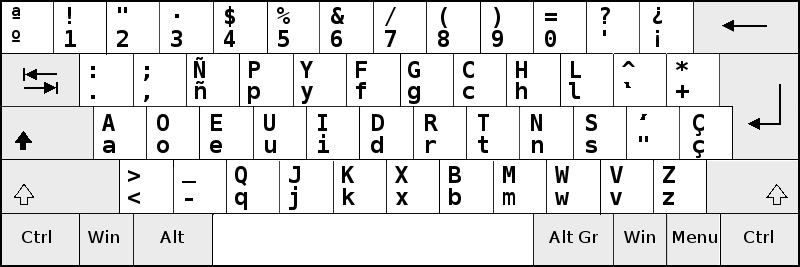
Distribución del Teclado Dvorak en español.

Distribución del teclado QWERTY en España.

Distribución del teclado QWERTY en Hispanoamérica.

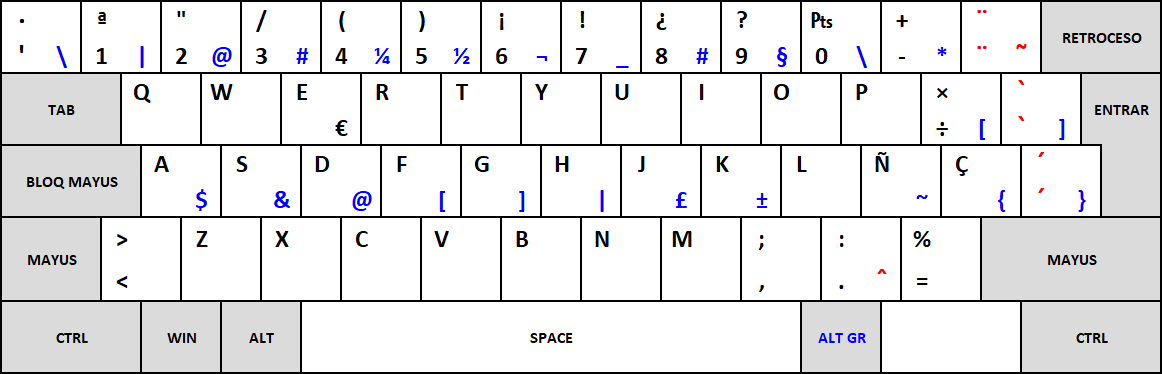
Distribución de teclado QWERTY Variación del español

Una distribución del teclado es cualquier forma de arreglo mecánico, visual o funcional de las teclas, etiquetas o significados de asociaciones (respectivamente) de una computadora, una máquina de escribir o cualquier otro aparato tipográfico.

### Teclado Dvorak en español

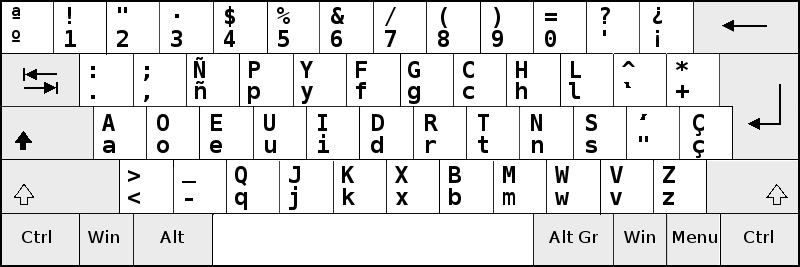
Distribución del Teclado Dvorak en español.

### Teclado Dvorak en español latinoaméricano (Hispanoamericano)

Distribución del Teclado Dvorak en Español Hispanoaméricano.

### Teclado Dvorak en inglés

Distribución del Teclado Dvorak en inglés.

### Teclado Colemak

Distribución del Teclado Colemak en inglés.

### Teclado Bépo

Configuración del teclado Francés plurilingüe Bépo

### Teclado estándar multiidiomas de Canadá

Configuración del teclado estándar multiidiomas de Canadá

### Teclado estándar Finlandés Multilingüe

Composición multilingüe finlandesa de teclado estándar.

## Teclados multilingües

### EurKEY

Distribución del Teclado EurKEY

Distribución del Teclado multilingüe para europeos, programadores y traductores.

### Teclado francés de Canadá (Quebec)

Configuración del teclado francés de Canadá (Quebec

### Teclado checo. Abreviatura de teclado CZ

Teclado checo QWERTY

### Teclado danés

Teclado danés QWERTY

### Teclado neerlandés

Teclado neerlandés QWERTY

### Teclado estonio

Teclado estonio

### Teclado feroés

Teclado idioma feroés

### Teclado multiidiomas de Finlandia

Teclado multiidiomas de Finlandia

### Teclado islandés

Teclado islandés

### Teclado irlandés

Teclado irlandés de Microsoft Windows

### Teclado italiano. Abreviatura de teclado IT

Teclado italiano

### Teclados noruego

Teclado noruego

Teclado noruego con lenguas sami.

### Teclado polaco

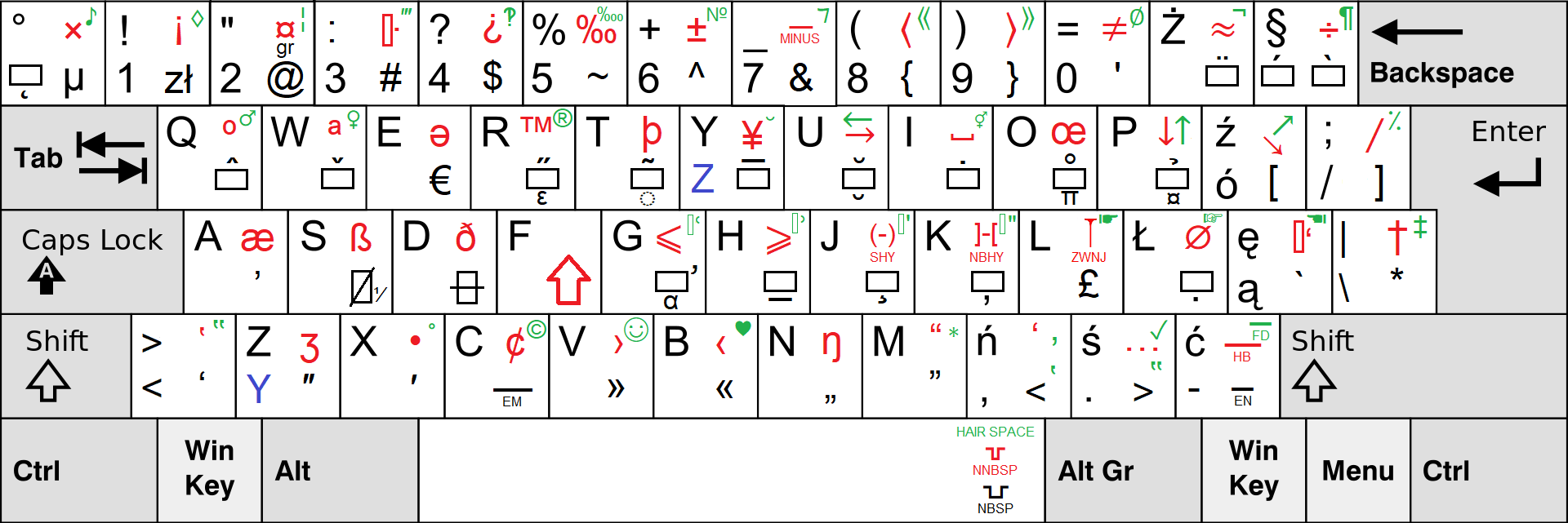
Teclado polaco

### Teclado portugués de Portugal. Abreviatura del teclado PO

Teclado portugués (Portugal)

### Teclado portugués de Brasil

Teclado portugués (Brasil)

### Teclado rumano (en Rumanía y Moldavia)

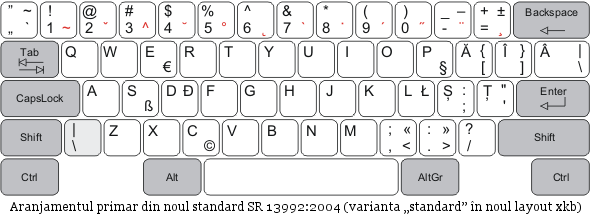
Teclado rumano.

### Teclado sueco

Teclado sueco

### Teclado del Reino Unido

Teclado del Reino Unido

### Teclado de Estados Unidos

Teclado de Estados Unidos

### Teclado internacional de Estados Unidos

Teclado internacional de Estados Unidos

### Teclado QWERTZ albanés

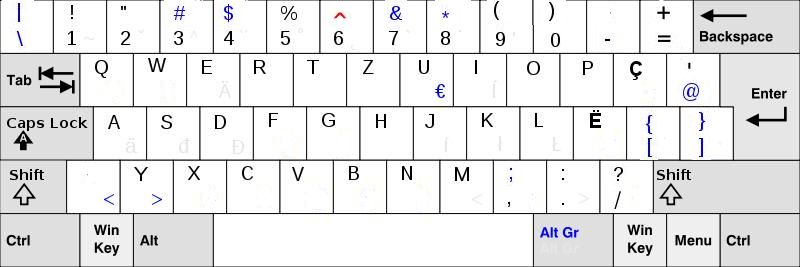
Teclado QWERTZ albanés

### Teclado QWERTZ checo

Teclado QWERTZ checo

### Teclado QWERTZ húngaro

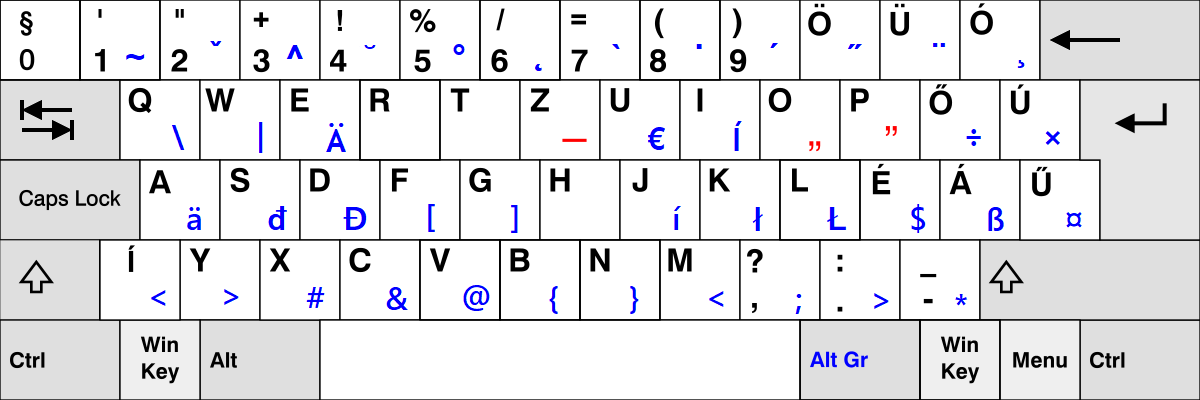
Teclado QWERTZ húngaro

### Teclado QWERTZ alemán (Alemania y Austria pero no Suiza)

Teclado QWERTZ alemán

### Teclado QWERTZ eslovaco

Teclado QWERTZ eslovaco

### Teclado QWERTZ Bosnio, Croata, Serbio (latino) y Esloveno

Bosnio, Croata, Serbio (latino) y Esloveno

### Teclado QWERTZ serbio (cirílico)

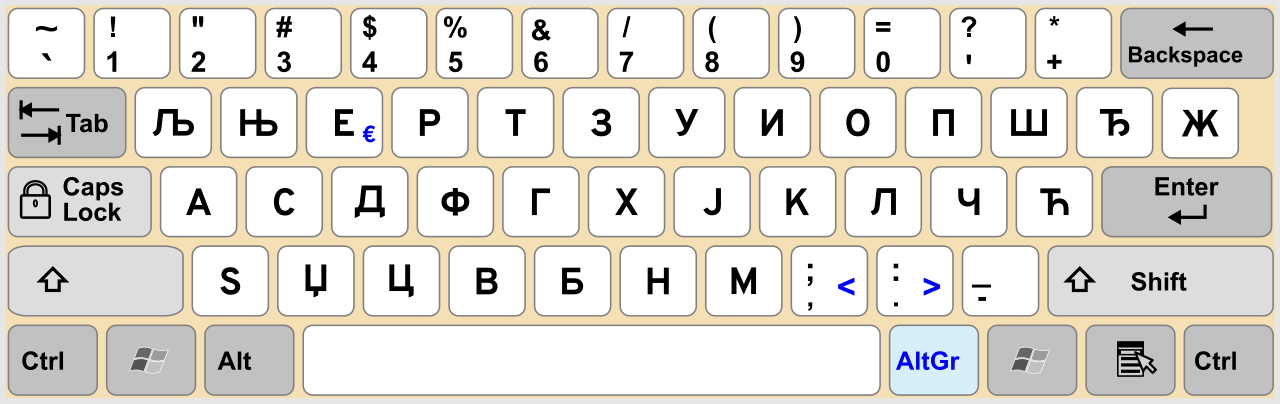
Teclado serbio (cirílico)

### Teclado QWERTZ suizo (alemán, francés e italiano), liechtensteiniano y luxemburgués

Teclado QWERTZ suizo

### Teclado AZERTY francés. Abreviatura del teclado FR

Teclado AZERTY francés

## Teclados QWERTY

### Teclado español
Teclado IBM PC/Compatible IBM PC/Microsoft Windows (distribución española).

### Teclado latinoamericano (hispanoamericano)
Teclado IBM PC/Compatible IBM PC/Microsoft Windows (distribución latinoamericana).

## Teclados AZERTY

### Teclado AZERTY belga. Abreviatura del teclado BE

Teclado AZERTY belga

- Datos: Q725744
- Multimedia: Keyboard layouts / Q725744